# Luisenfriedhof III

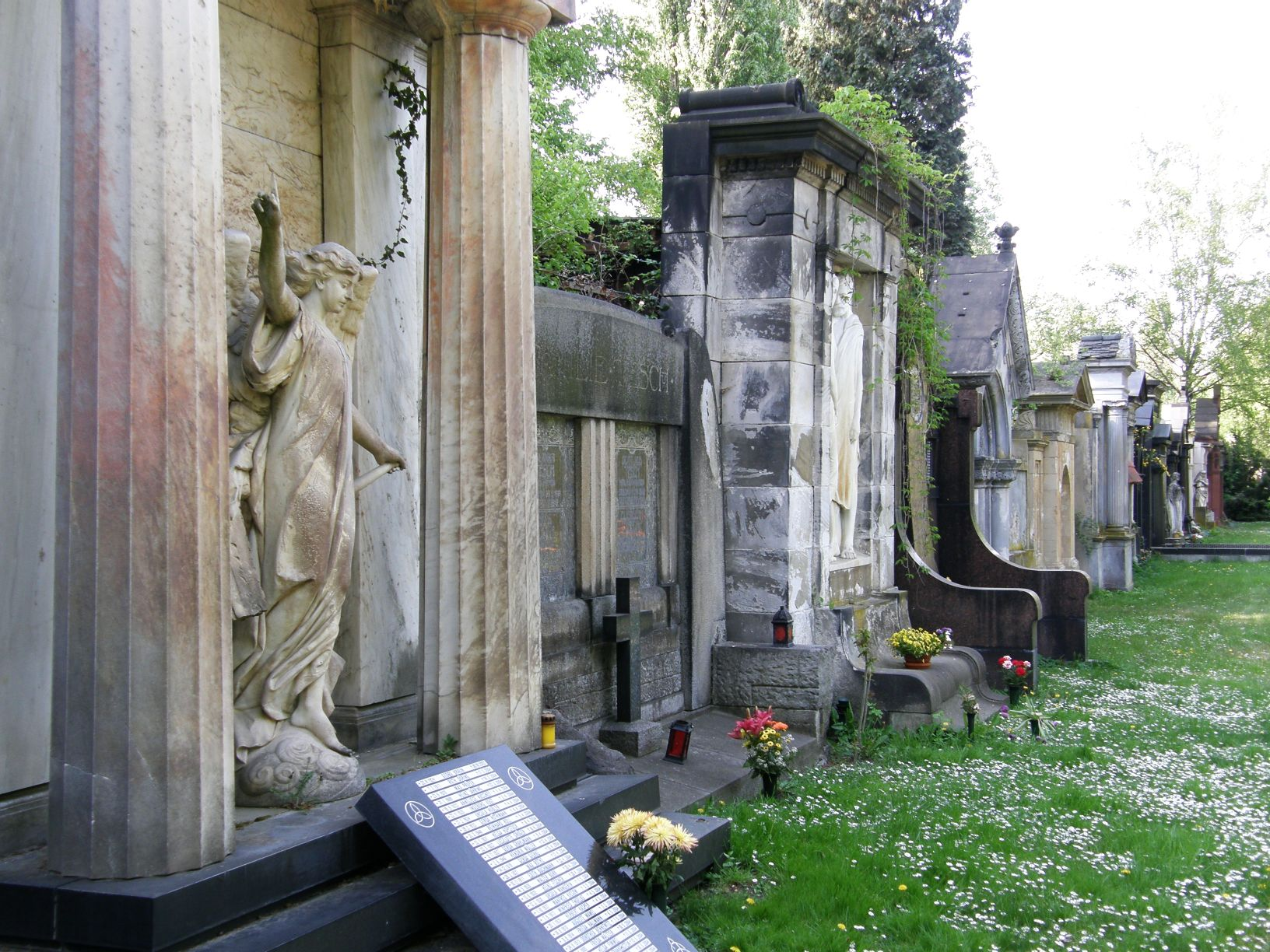
Ehemalige Erbbegräbnisse an der Westmauer des Friedhofs

Der evangelische Luisenfriedhof III im Berliner Ortsteil Westend ist ein seit 1891 bestehender Alleequartierfriedhof mit einer Größe von 12,0 Hektar. Der Friedhof steht als Gesamtanlage unter Denkmalschutz.
Der Friedhof befindet sich am Fürstenbrunner Weg in direkter Nachbarschaft zum Kaiser-Wilhelm-Gedächtnis-Friedhof und ist mit diesem durch zwei Wege verbunden.

## Geschichte
Durch das rapide Bevölkerungswachstum Charlottenburgs am Ende des 19. Jahrhunderts wurde der erst 1867 eröffnete Luisenfriedhof II bald schon wieder zu klein. Auf dem Gelände einer kircheneigenen Sandgrube auf dem Spandauer Berg wurde deshalb weit außerhalb der damaligen Bebauung nördlich von Charlottenburg ein neuer Friedhof angelegt. Die Planungen begannen 1891 mit der Einsetzung einer Kommission für die Gestaltung. Mit dieser wurde der Landschaftsgärtner Otto Vogeler betraut, der nicht dem damals aktuellen Trend der Parkfriedhöfe folgte, sondern einen Alleequartierfriedhof unter Verwendung einheimischer Pflanzen plante. 500 Alleebäume, vorwiegend Linden, Ahorne und Eichen, sowie 4500 weitere Gehölze wurden gepflanzt. Die erste Beisetzung auf dem neuen Friedhof erfolgte am 19. Juni 1891.

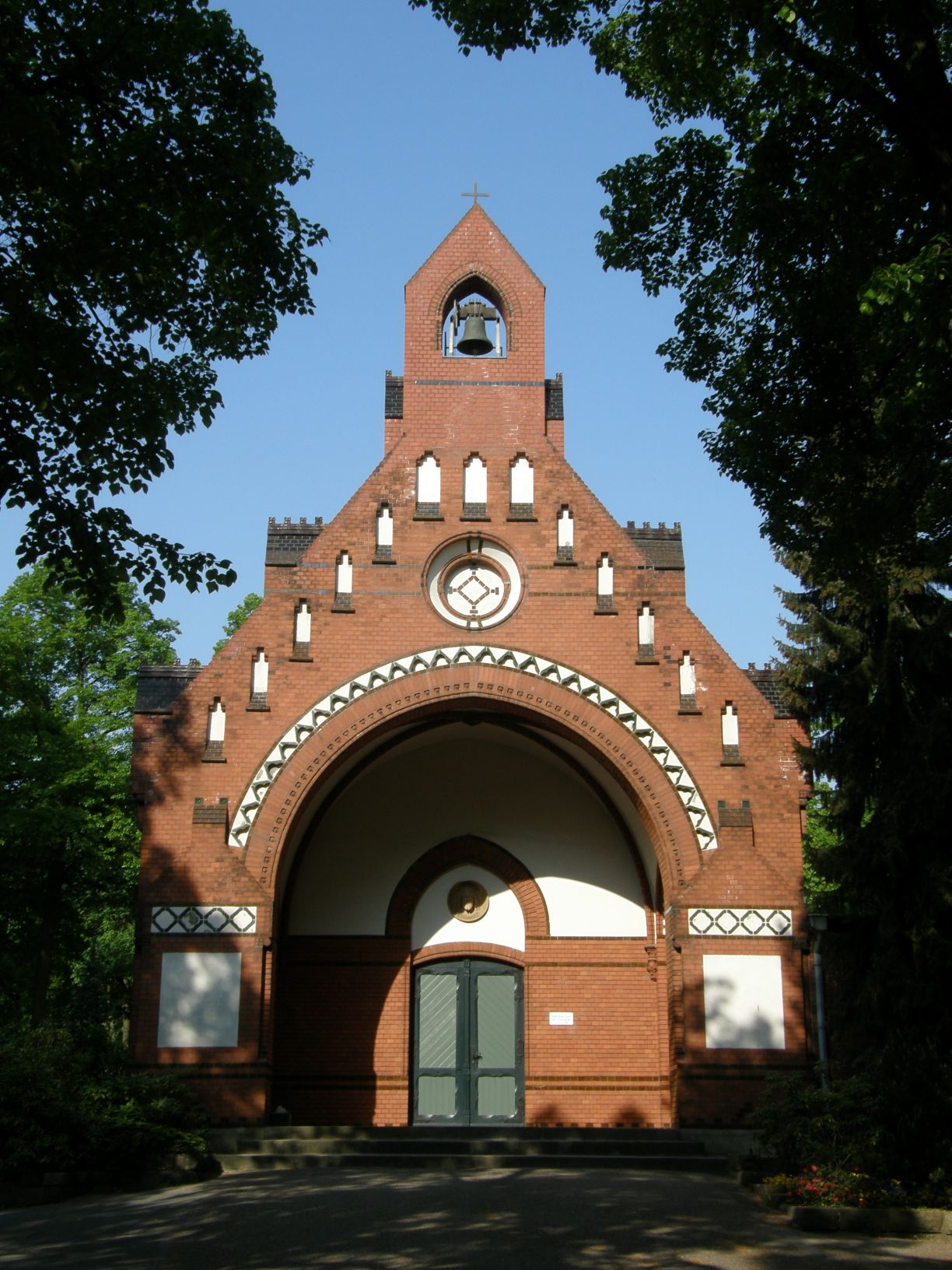
Friedhofskapelle

In den beiden folgenden Jahren wurde die Friedhofskapelle nach Entwürfen von Johannes Vollmer und Heinrich Jassoy errichtet. Sie waren als Sieger aus einem Wettbewerb für einen Kapellenentwurf hervorgegangen. Die Kapelle ist ein hellroter Backsteinbau mit frühgotischen Stilelementen. Der Sockel besteht aus künstlichem Sandstein, die Fassaden werden durch schwarz glasierte Formsteine, braun glasierte Gesimssteine sowie durch weiße Blenden gegliedert. Zum Eingang hin öffnet sich die Kapelle mit einer Vorhalle unter einem großen Rundbogen. Auf dem Dach thronte ein schlanker, hoher Dachreiter, der jedoch im Zweiten Weltkrieg verloren ging. Die Kapelle wird den Wandpfeilerkirchen zugerechnet und gilt als typischer Friedhofskapellenbau für die Zeit von 1890 bis 1905.
Ein ebenfalls von Vollmer und Jassoy geplantes Eingangsportal, das architektonisch mit der Kapelle korrespondiert hätte, kam nicht zur Ausführung. Stattdessen wurde ein gusseisernes Portal errichtet.
In den Jahren 1893/94 wurde nach Entwürfen von Paul Bratring nördlich vom Eingang ein anderthalbgeschossiges Verwaltungsgebäude errichtet. Der rote Backsteinbau orientiert sich an der Architektur der Friedhofskapelle. In ihm wurde die Verwaltung der drei Friedhöfe der Luisengemeinde sowie eine Wohnung für den Totengräber untergebracht.
1905 wurde der Friedhof nach Süden auf die heutige Größe erweitert. Vogeler führte die geometrische Gestaltung des Friedhofes hier fort. Für die Anlage der Alleen wurden auf der Erweiterungsfläche 300 Linden und 180 Ulmen gepflanzt. Seit dieser Zeit hat sich die Friedhofsfläche nur geringfügig verändert. In der südwestlichen Ecke wird ein Friedhofsteil von der Armenischen Gemeinde Berlins genutzt.
Für die Gefallenen des Ersten Weltkriegs wurde 1922 ein Ehrenmal (Foto) errichtet, das Teilobjekt des Gartendenkmals ist.
Seit 1945 gibt es Kriegsgräber auf dem Friedhof. Es bestehen mehrere Anlagen mit insgesamt 816 Kriegsopfern.
2013 bis 2015 wurden die Hauptallee auf dem Kapellenberg und der Kapellenplatz durch eine Planung von relais Landschaftsarchitekten, ausgehend von einer denkmalpflegerischen Sanierung des Bestands, neu gestaltet.

## Ökumenische Gedenkstätte für Genozidopfer im Osmanischen Reich

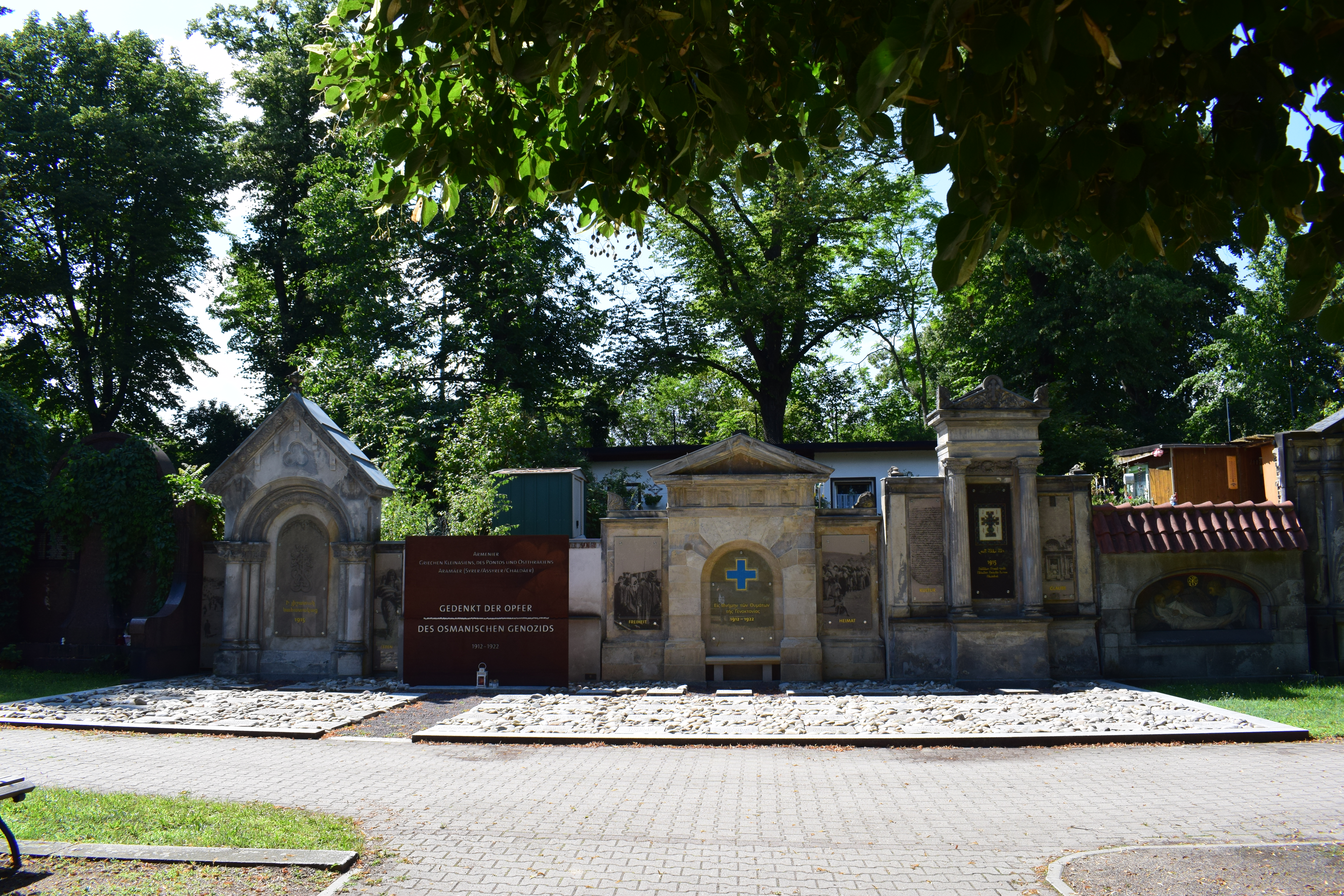
Gedenkstätte für Genozidopfer im Osmanischen Reich

Seit 2012 wird aus drei aufgelassenen Erbbegräbnisstätten an der Westwand des Friedhofs die Ökumenische Gedenkstätte für Genozidopfer im Osmanischen Reich errichtet. Konzipiert vom Berliner Architekten Martin Hoffmann erfolgte deren Umwandlung in „Altäre der Erinnerung“. Eine hinzugefügte Widmungstafel benennt die Opfergruppen und mahnt „Gedenkt der Opfer des osmanischen Genozids“. Die Altäre einrahmend sind sechs historische Fotografien montiert. Im Vorfeld wurden 68 quadratische Muschelkalkplatten verlegt, die in lateinischer, armenischer, griechischer und aramäischer Schrift an größere Herkunftsorte der Opfer erinnern. Einzelner ermordeter Personen wie des armenischen Dichters Daniel Waruschan oder des Schriftstellers Siamanto wird durch Namenssteine gedacht. Eine Schautafel vor dem Mahnmal informiert über dessen historischen Hintergrund.

## Kunsthistorische bedeutsame Gräber

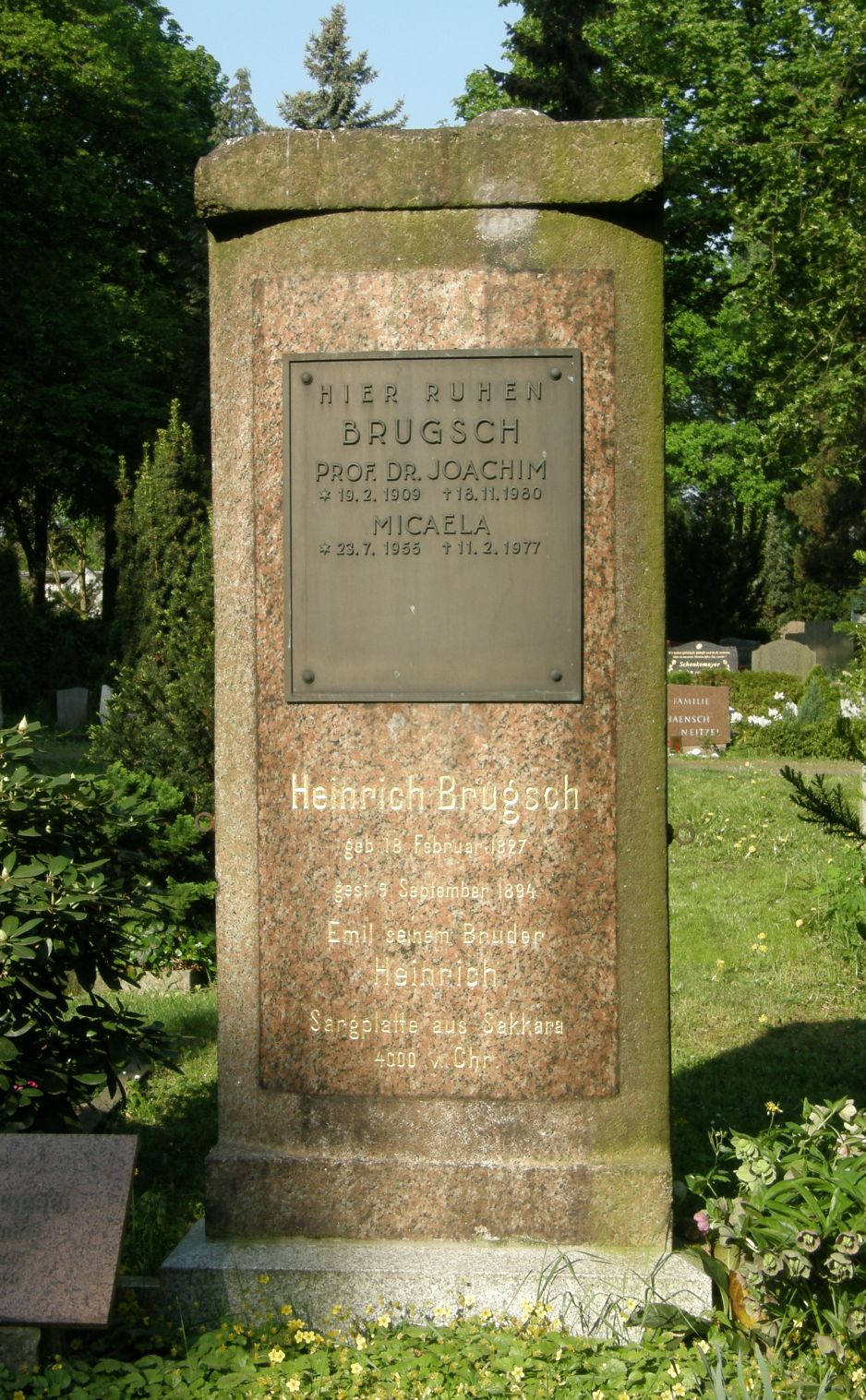
Grab Heinrich Brugsch

### Grab Heinrich Brugsch
Das Grabmal des Ägyptologen Heinrich Brugsch ist einzigartig, da es sich um einen Sarkophagdeckel handelt, der wahrscheinlich aus dem Alten Reich stammt. Die Ende des 19. Jahrhunderts angebrachte Beschriftung mit der Altersangabe „4000 v. Chr.“ ist aus heutiger Sicht nicht haltbar. Fachleute gehen von einer Entstehungszeit 2400–2200 v. Chr. aus. Die Sargplatte besteht aus Rosengranit, auch Assuan-Granit genannt, und stammt aus Sakkara. Für das Grabmal wurde sie senkrecht aufgestellt und beschriftet. Ein Bruder Heinrich Brugschs, Emil Brugsch, der durch die Unterstützung Heinrich Brugschs Konservator der Ägyptischen Museen in Bulaq und Kairo wurde, hat dieses ungewöhnliche Grabmal erstellen lassen.
Die ursprüngliche Gestaltung beinhaltete noch ein bronzenes Medaillon mit einem Bildnis Brugschs, das von Max Rabes gefertigt wurde. Außerdem war eine Bronzetafel mit einem Vogel, Lotosblumen und einer arabischen Inschrift angebracht. Stattdessen befindet sich nun dort eine Tafel mit den Daten von Nachfahren Brugschs, die sich ebenfalls hier bestatten ließen.
Zu Beginn des 21. Jahrhunderts hat der Verein zur Förderung des Ägyptischen Museums Berlin das Grab restaurieren lassen.

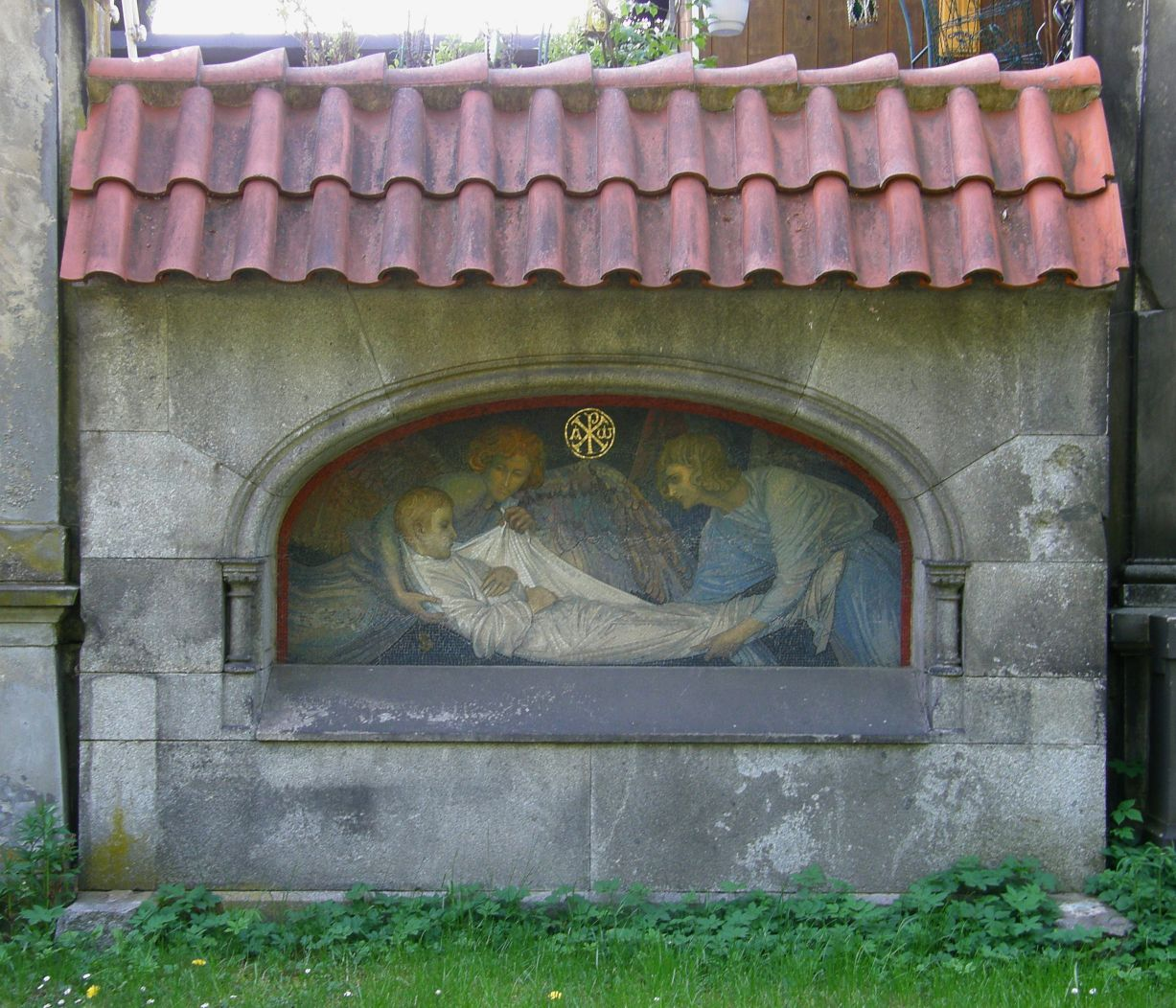
Grab Grisebach

### Grab Grisebach
Anlässlich des Todes seines Sohnes Edward ließ der Architekt Hans Grisebach ein Erbbegräbnis nach seinen Ideen errichten. Dieses Grabmal fällt an der Westmauer des Friedhofes durch seine wohltuende Zurückhaltung auf, die sich auf handwerkliche Qualität beschränkt. Diese zeichnet sich durch ein Mosaik von Hermann Schaper aus, das den verstorbenen Sohn, von Engeln aufgehoben, zeigt. Die Fertigung des Mosaiks wird der Firma Puhl & Wagner zugeschrieben.
Hans Grisebach wurde 1904 ebenfalls in diesem Erbbegräbnis beigesetzt.

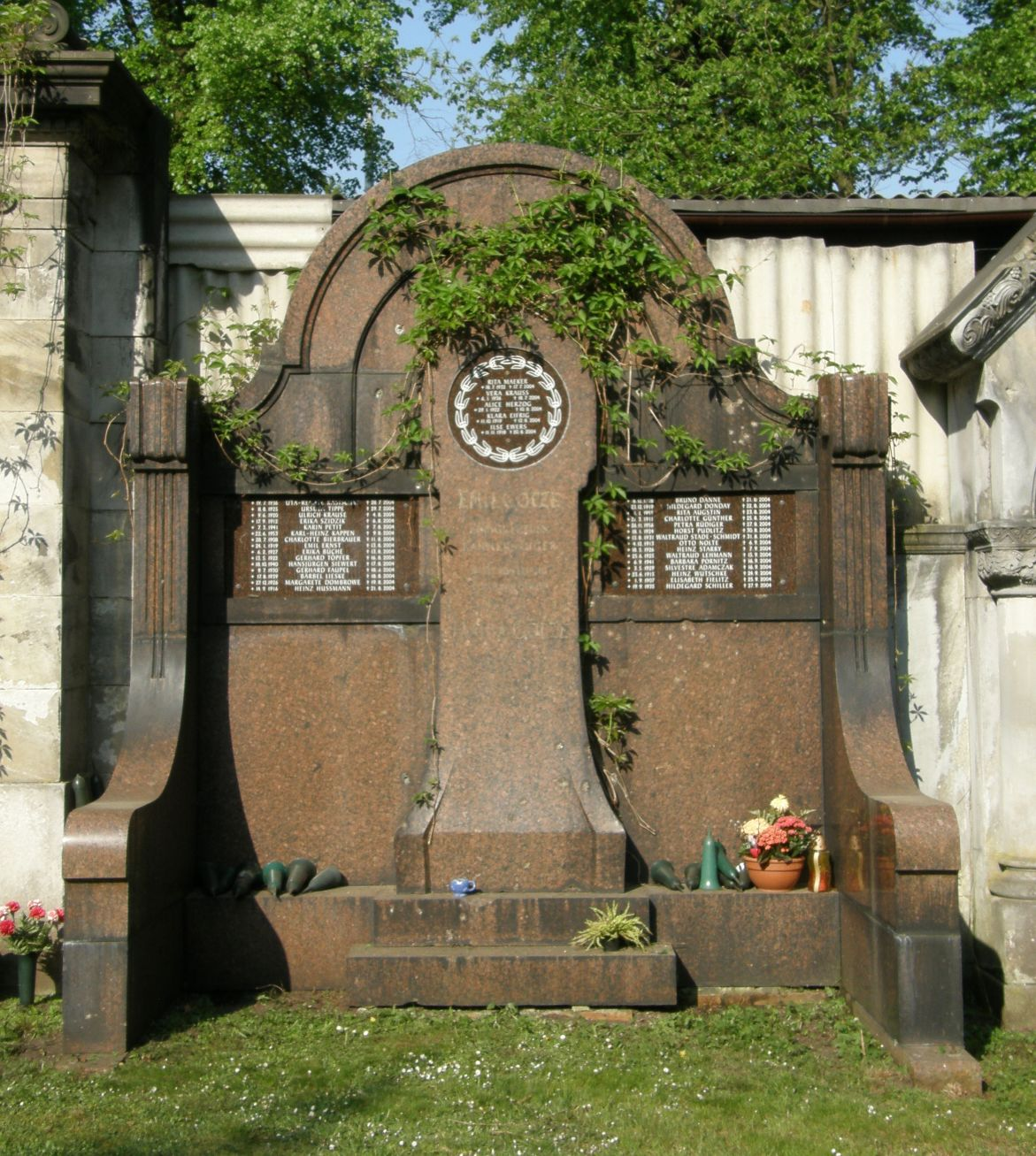
Grab Götze im Zustand 2009

### Grab Emil Götze
Die Nachfahren des „Königlich Preußischen Kammersängers“ Emil Götze ließen nach dessen Tod beim Architekturbüro Erdmann & Spindler, das sich bereits durch zahlreiche repräsentative Grabmalsentwürfe hervorgetan hatte, ein Erbbegräbnis entwerfen.
Erdmann & Spindler entwarfen ein Grabmal aus rotem Granit; es fällt vor allem durch seine großen Rundungen ins Auge. Die konvexe Rundung der Rückwand geht in die Seitenflügel über, die, konkav gekrümmt, fast bis auf den Boden reichen. Als schmückendes Beiwerk erhielt das Grabmal ein rundes Reliefportrait und zwei rechteckige Tafeln mit szenischen Darstellungen. Diese drei Reliefs fertigte die Bildhauerin Lilli Wislicenus-Finzelberg. Ein Rosenkranz, der als Relief halbkreisförmig der Rundung der Rückwand folgte, wurde von Richard Gerschel gefertigt.
In der Nachkriegszeit wurden hier, wie beim Grab Brugsch, die metallenen Verzierungen entwendet und wahrscheinlich als Altmetall verkauft und eingeschmolzen. Seit dem Jahr 2004 wird die Grabstelle als Gemeinschaftsgrab genutzt. Die Flächen der fehlenden Reliefs wurden für Tafeln der nun hier Beigesetzten genutzt.

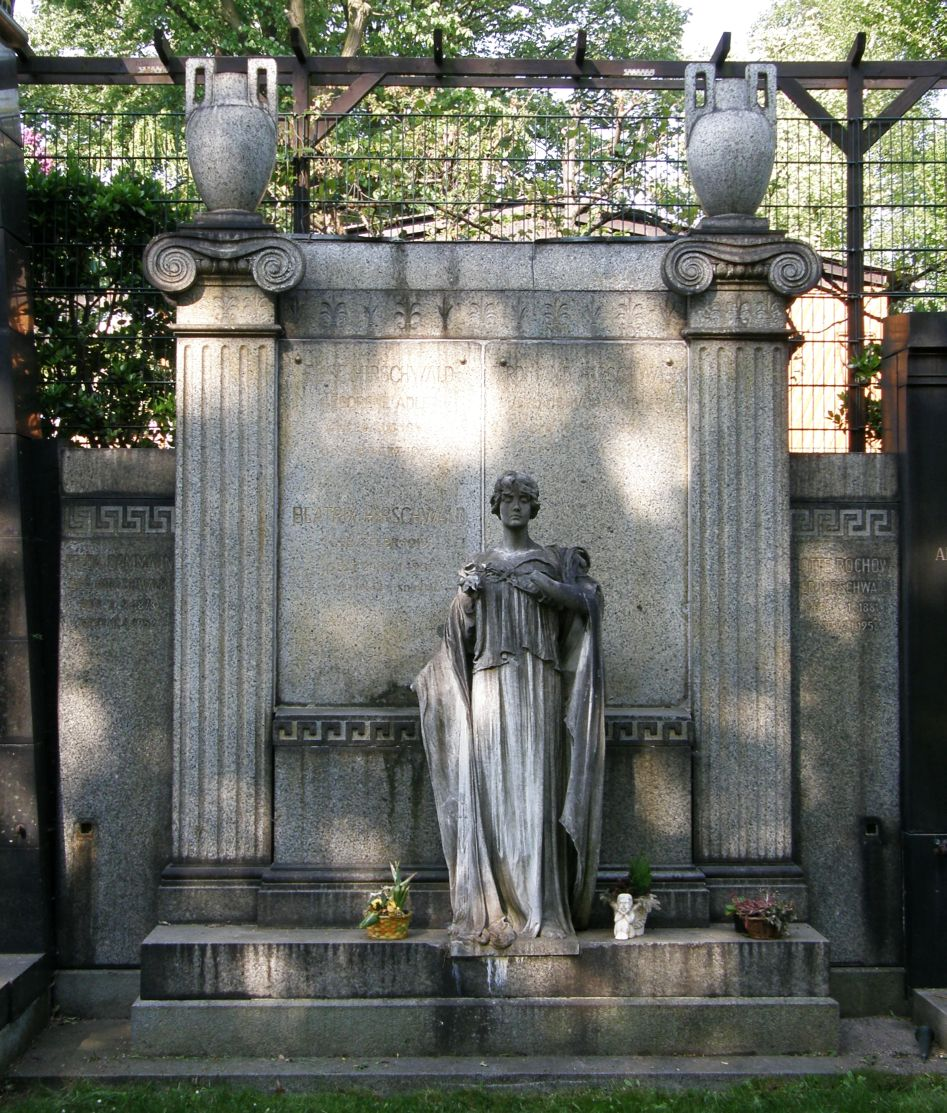
Grab Hirschwald

### Grab Hirschwald
Das Erbbegräbnis Hirschwald wurde um 1899 für den verstorbenen Verlagsbuchhändler Ferdinand Hirschwald errichtet. Die Grabwand im klassizistischen Stil wird von zwei Pilastern gerahmt, auf denen jeweils eine Amphore steht. Die beiden Seitenflügel der typischen Dreiteilung sind zu unbedeutenden Randstücken zurückgenommen. Vor der Grabwand steht die Grabskulptur einer jungen Frau, die mit den fließenden Formen des fallenden Kleides Jugendstilelemente aufgreift. Die Skulptur wurde vom Schwiegersohn der Eheleute Hirschwald, dem Bildhauer Hans Dammann, geschaffen, der sich auf Grabmalsplastiken spezialisiert hatte. Es handelt sich bei der Skulptur um die 1899 auf der Großen Berliner Kunstausstellung gezeigte Figur „Der Schlaf“. Diese wurde als bildnerische Umsetzung des Auferstehungsgedankens verstanden.

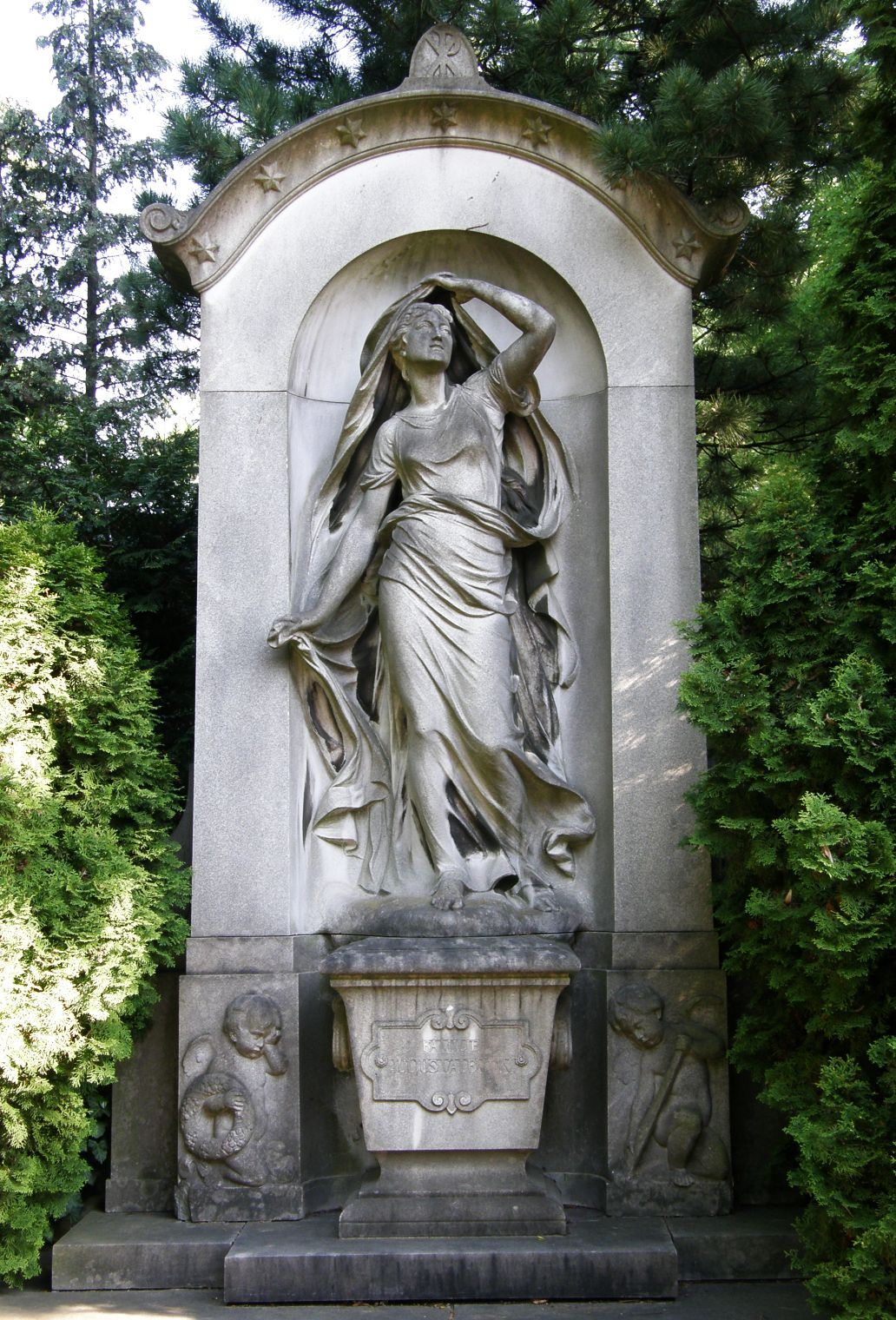
Grab Valentin

### Grab Valentin
Der Fabrikbesitzer Julius Valentin, der auch im Aufsichtsrat der AEG saß und mit Emil Rathenau befreundet war, ließ sich ein Erbbegräbnis errichten, das heute als eine der qualitätvollsten Grabanlagen auf dem Luisenfriedhof III gilt.
Bereits ab 1902 kümmerte sich Valentin um die Gestaltung seines zukünftigen Grabmals. Der Entwurf der Anlage stammt vom Architekten Wilhelm Güthlen, die Skulpturen wurden von Fritz Schaper gefertigt. Das Grabmal im direkten Umfeld der Kapelle ist als Gruft ausgeführt. Beidseits des Einstieges zu dieser befinden sich große Platten mit den Inschriften. Das rückseitig stehende Grabdenkmal aus Marmor zeigt einen weiblichen Genius als Hochrelief. Der himmelwärts gerichtete Blick der Skulptur soll die Auferstehungshoffnung des Bestatteten versinnbildlichen. Im Sockelbereich befinden sich zwei als Relief gearbeitete Putten.
Die Herstellung des Grabes zog sich über zehn Jahre hin, da Valentin lange mit der Gemeinde und den benachbarten Grabbesitzern über den Begräbnisplatz verhandelte und eine Streitigkeit mit Schaper sogar vor Gericht ausgetragen wurde. Trotzdem wurde das Grab rechtzeitig fertiggestellt, da Valentin erst 81-jährig im Jahre 1921 verstarb.

## Beigesetzte Persönlichkeiten
(* = Ehrengrab des Landes Berlin)
- Bernhard Afinger (1813–1882), Bildhauer
- August Aschinger (1862–1911), Gastronom (Aschinger)
- Georg Bleibtreu (1828–1892), Schlachtenmaler
- Karl Bleibtreu (1859–1928), Dichter und Schriftsteller
- Heinrich Brugsch (1827–1894), Ägyptologe
- Emil Bücherl (1919–2001), Herzchirurg
- Eva Börsch-Supan (1932–2022), Kunst- und Architekturhistorikerin
- Wilhelm Cauer (1900–1945), Mathematiker und Physiker
- Heinrich Dernburg (1829–1907), Jurist und Rechtshistoriker
- Lia Eibenschütz (1899–1985), Schauspielerin
- Ernst Förstemann (1822–1906), Germanist und Namenforscher
- Hans Grisebach (1848–1904), Architekt
- Emil Götze (1856–1901), königlich preußischer Kammersänger
- Georg Heym (1887–1912), Schriftsteller und Dichter
- Horst Jänichen (1931–2020), Politiker und SED-Opfer
- Wilhelm Jebens (1830–1907), Jurist
- Heinz Kaschke* (1916–2002), Politiker und Stadtältester
- Fritz Kolbe (1900–1971), Beamter und Widerstandskämpfer
- Joachim Krüger (1915–1969), Kabarettist und Konzertveranstalter
- Hermann Kühn (1851–1937), Politiker und preußischer Staatsminister
- Wilhelm Lauser (1836–1902), Historiker und Publizist
- Julius Lohmeyer (1835–1903), Humoristischer Schriftsteller (Kladderadatsch)
- Vera Lourié (1901–1998), russische Dichterin
- Brigitte Mira* (1910–2005), Schauspielerin
- Karl August Möbius (1825–1908), Zoologe
- Günter Neumann* (1913–1972), Kabarettist (Die Insulaner) und Komponist
- Eva Renzi (1944–2005), Schauspielerin
- Tatjana Sais (1910–1981), Schauspielerin und Kabarettistin
- Karl Schell (1866–1936), Physiker
- Fridtjof Schliephacke (1930–1991), Architekt
- Konrad von Studt (1838–1921), Politiker und preußischer Staatsminister
- Joseph Uphues (1850–1911), Bildhauer
- Rosel Zech (1940–2011), Schauspielerin